# Parc naturel de l'Alt Pirineu
- Parc national d'Aigüestortes et lac Saint-Maurice
- Parcs naturels
- Autres zones protégées

Aires protégées de l'Alt Pirineu i Aran :

Le parc naturel de l'Alt Pirineu (catalan : Parc Natural de l'Alt Pirineu) est un parc naturel créé par la généralité de Catalogne le 1er août 2003 se situant dans les comarques du Pallars Sobirà et de l'Alt Urgell. C'est le parc naturel le plus étendu de Catalogne, sa taille est d'environ quatre-vingt mille hectares (79 317,21 ha) et il représente plus de la moitié du territoire total du Pallars Sobirà.
Le parc est né avec une double vocation :
- D'une part, celle de sauvegarder les richesses (richesses naturels et monumentales, mais aussi culturelles) situées dans le parc et d'établir un régime de gestion adressé au développement soutenable de ce territoire[1].
- Et d'autre part, celle d'attirer des touristes sensibles à ce riche héritage traditionnel et respectueux de la nature[2].

Parmi les richesses naturelles du parc figurent des zones d'intérêt géologique, comme le lac de Certescans, qui est le plus grand lac de Catalogne ou la Cigalera de la Obaga de Valeran, un gouffre de 320 mètres de profondeur et 365 mètres de longueur.

Logo du parc naturel

## Logo
Son logo représente une sexifòlia (ca), une fleur de six pétales. Ce logo représente un des principales valeurs de cet espace protégé : une nature exceptionnelle modelée par l'activité humaine moyennant une culture millénaire.

## Histoire
En 1932, le Regional Planning (première tentative d'aménagement intégral du territoire de la Catalogne) proposa un réseau d'espaces naturels. Au sein de celui-ci, l'objectif était d'inclure les zones de Sant Joan de l'Erm, la vallée de Santa Magdalena, les forêts de Soriguera et d'autres secteurs adjacents.
En 1966, la Reserva Nacional de Caça de l'Alt Pallars-Aran a été créée par la loi, l'étendue de cette réserve couvrait une grande partie de la superficie du parc actuelle.
Cependant, la première considération légale en tant qu'aire protégée passe par le Pla d'espais d'interès natural (PEIN), approuvé par le gouvernement de la généralité, par le biais du décret 328/1992 du 14 décembre 1992. La majeure partie de la superficie du parc est constituée de trois espaces PEIN : Alt Àneu, la source de la Noguera de Vallferrera, la Noguera de Cardós et la vallée de Santa Magdalena.
En revanche, en novembre 2001, le gouvernement de la généralité a approuvé, en ce qui concerne la région biogéographique alpine, la proposition catalane de création d'espaces naturels qui devraient être intégrés au réseau communautaire Natura 2000. Cette proposition comprend : les espaces PEIN susmentionnés, en plus de l'espace Alt Pallars et également de Torrassa.
Le parc naturel de l'Alt Pirineu a été créé par décret le 1er août 2003 (décret 194/2003), après un processus de négociation qui a eu lieu entre 2001 et 2003. Cependant, la nécessité de protéger certaines zones qui composent le parc aujourd'hui avait été remarquée.
En 2018, le parc naturel a été agrandi de 9,466 91 ha faisant passer sa taille de 69 850,30 ha à 79 317,21 ha.

## Géographie
Le parc naturel a une grande amplitude altitudinale, avec une différence de 2 500 m entre son niveau le plus bas et le plus haut. Plus précisément, son territoire s’étend des 650 m d’altitude du sanctuaire d’Arboló, à son extrémité sud, aux 3 143 m du Pique d'Estats, le plus haut sommet de la Catalogne. Ce parc naturel comprend également le village le plus haut de Catalogne, Rubió situé à 1 687 m d'altitude,.
Au nord du parc, la haute chaîne pyrénéenne constitue la frontière entre l'Espagne, la France et l'Andorre. Le franchissement de ces frontières s'effectue uniquement par voie pédestre lorsque la situation climatique le permet. Pour la France, d'ouest en est, les passages traditionnels les plus aisés sont le port de Salau (2 087 m) qui est moins élevé et le port de Tavascan (2 217 m), le port de Bouet (2 509 m) plus élevé dessert les pics de plus de 3 000 m de cette partie du massif. Pour l'Andorre, le passage privilégié est le port de Cabús (2 302 m). Des voies routières n'ont jamais été prolongées en Catalogne depuis le port d'Aula (2 260 m) et le port de Cabús.

### Communes
Les communes du Parc sont toutes intégrées dans le paysage pyrénéen, préservant des traditions très anciennes et une architecture rurale typique de la région. Elles conservent un grand patrimoine archéologique et artistique.
- Alins : le nom coïncide avec la vallée appelée Vall Ferrera. La commune fait 183,84 km2 de superficie. La commune est traversée par la rivière Noguera de Vallferrerra.
- Alt Àneu : cette commune créée en 1970 est située dans le Pallars Sobirà et fait 217,76 km2 de superficie. et comprend les villages de Alòs d'Isil, Àrreu (anciennement Arreau), La Bonaigua, Borén, Isavarre, Isil, Son, Sorpe, València d'Àneu (anciennement Valence-d'Anéou) ainsi que la station de ski nordique de Bonabé.
- Esterri de Cardós : le nom coïncide avec la vallée d'un affluent de la Noguera de Cardós, le torrent d'Esterri. Cette commune est située à une altitude comprise entre 925 et 2 330 mètres d'altitude fait 16,55 km2 de superficie et comprend les villages d'Arros, Benante, Esterri de Cardós et Ginestarre.
- Farrera : est une commune qui s'étend à travers la petite vallée appelée Coma de Burg et qui comprend également une partie du versant ouest de la haute vallée de Santa Magdalena. Farrera a une superficie de 61,85 km2. Dans cette municipalité se trouvent les villages d'Alendo, Burg, Farrera, Glorieta, Mallorís et Montescladó.
- La Guingueta d'Àneu : cette commune est située dans le Pallars Sobirà et fait 108,42 km2 de superficie.
- Les Valls de Valira : cette commune appartient à la comarque de l'Alt Urgell à la frontière andorrane et fait 171,3 km2. Elle comprend les villages suivants : Anserall, Arcabell, Argollell, Asnurri, Ars, Bescarán, Calvinya, Civis, Farga de Moles, Os de Civís et Sant Joan Fumat.
- Lladorre : cette commune se situe dans le début de la vallée de Cardós. Elle a une superficie de 146,99 km2 et comprend les villages d'Aineto, Boldis Jussà, Boldis Sobirà, Lladorre, Lleret et Tavascan.
- Llavorsí : cette commune est située dans la vallée de Baiasca, qui fait partie du secteur nord des Massifs de l'Orri et de l'embouchure de la rivière Santa Magdalena, la commune a une superficie de 69 km2. Elle comprend les villages d'Aidi, Arestuy, Baiasca, Llavorsí, Montenastro, Romadriu et Sant Romà de Tabèrnoles, ce dernier est inhabité.
- Montferrer i Castellbò : c'est une commune située à droite de la rivière Sègre et dans les vallées de Castellbó, Aravell, Pallerols et Elins. La commune fait 176,7 km2 et est composée des villages d'Albet, Aravell, Avellanet, Bellestar, Canturri, Carmeniu, Cassovall, Castellbò, El Balcó del Pirineu, Guils del Cantó, Les Eres, Montferrer, Pallerols del Cantó, Sallent de Castellbò, Sant Andreu de Castellbò, Sant Joan de l'Erm, Santa Creu de Castellbò, Sarcedol, Saulet, Seix, Sendes, Solanell, Solans (ca), Turbiàs, Vilamitjana del Cantó et Vila-rubla.
- Rialp : cette commune est située dans le Pallars Sobirà et fait 63,31 km2 de superficie.
- Soriguera : cette commune est située dans le Pallars Sobirà et fait 106,39 km2 de superficie.
- Sort : cette commune est située dans le Pallars Sobirà et fait 105,05 km2 de superficie.
- Tirvia : est une très petite commune de 8,50 km2 de superficie. Elle est composée des villages de Tírvia (niché sur un promontoire surplombant la rivière Noguera de Cardós), La Bana et Terveu.
- Vall de Cardós : est une commune traversée par les sections petites et moyennes de la Noguera de Cardós. Elle fait 56,20 km2 de superficie et est composée des villages d'Ainet de Cardós, Anás, Bonestarre, Cassibrós, Estahón, Lladrós, Ribera de Cardós et Surri.

### Cours d'eau

#### Bassin de laNoguera Pallaresa

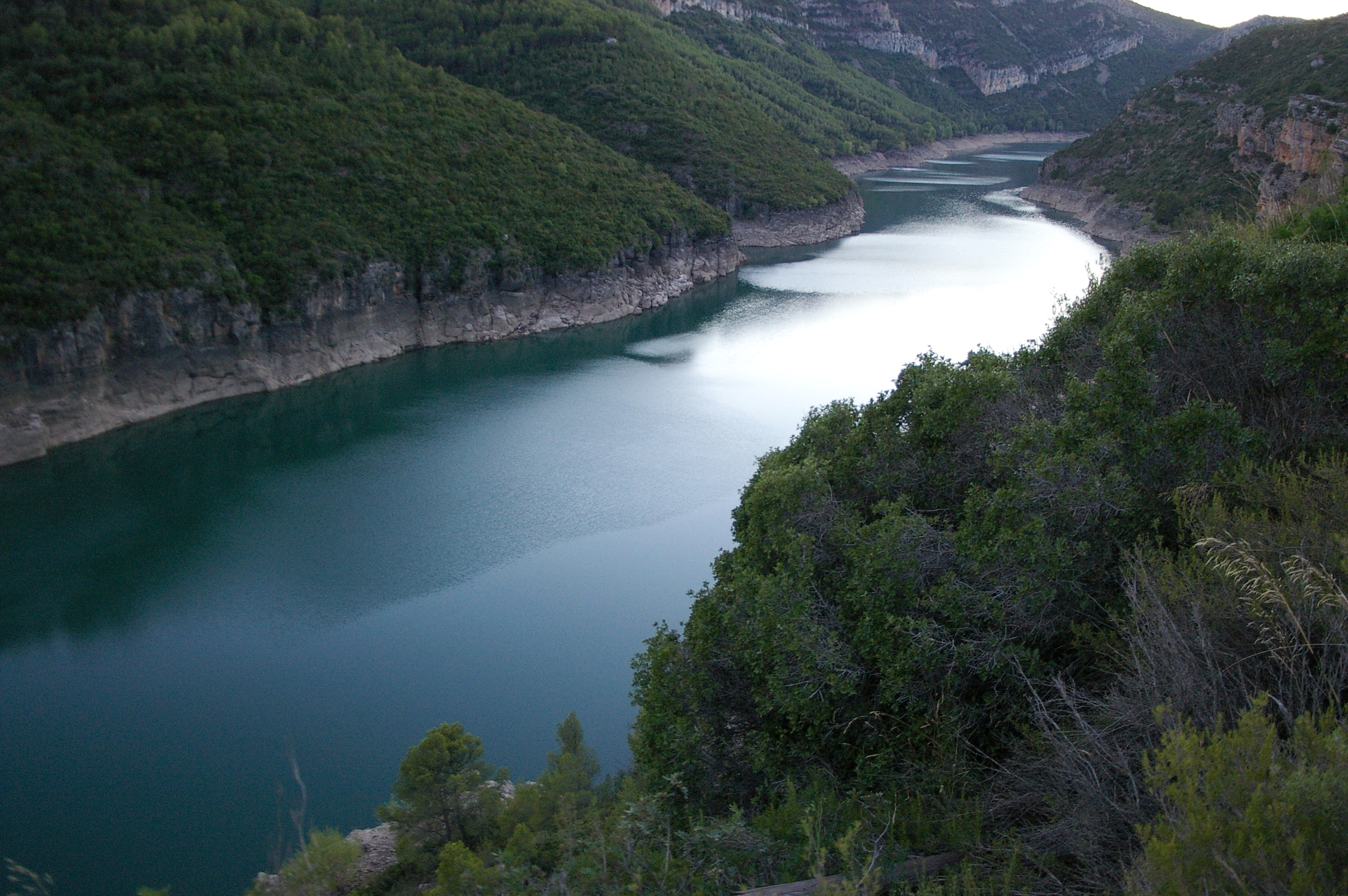
La Noguera Pallaresa près du barrage de Camarasa.

- Noguera Pallaresa
- Noguera de Cardós
  - Noguera de Vallferrera
- Noguera de Tor
- Torrent d'Esterri
- Rivière Santa Magdalena

#### Bassin duSègre
- Rivière de Castellbò
- Rivière de Seix
- Rivière d'Albet

### Vallées

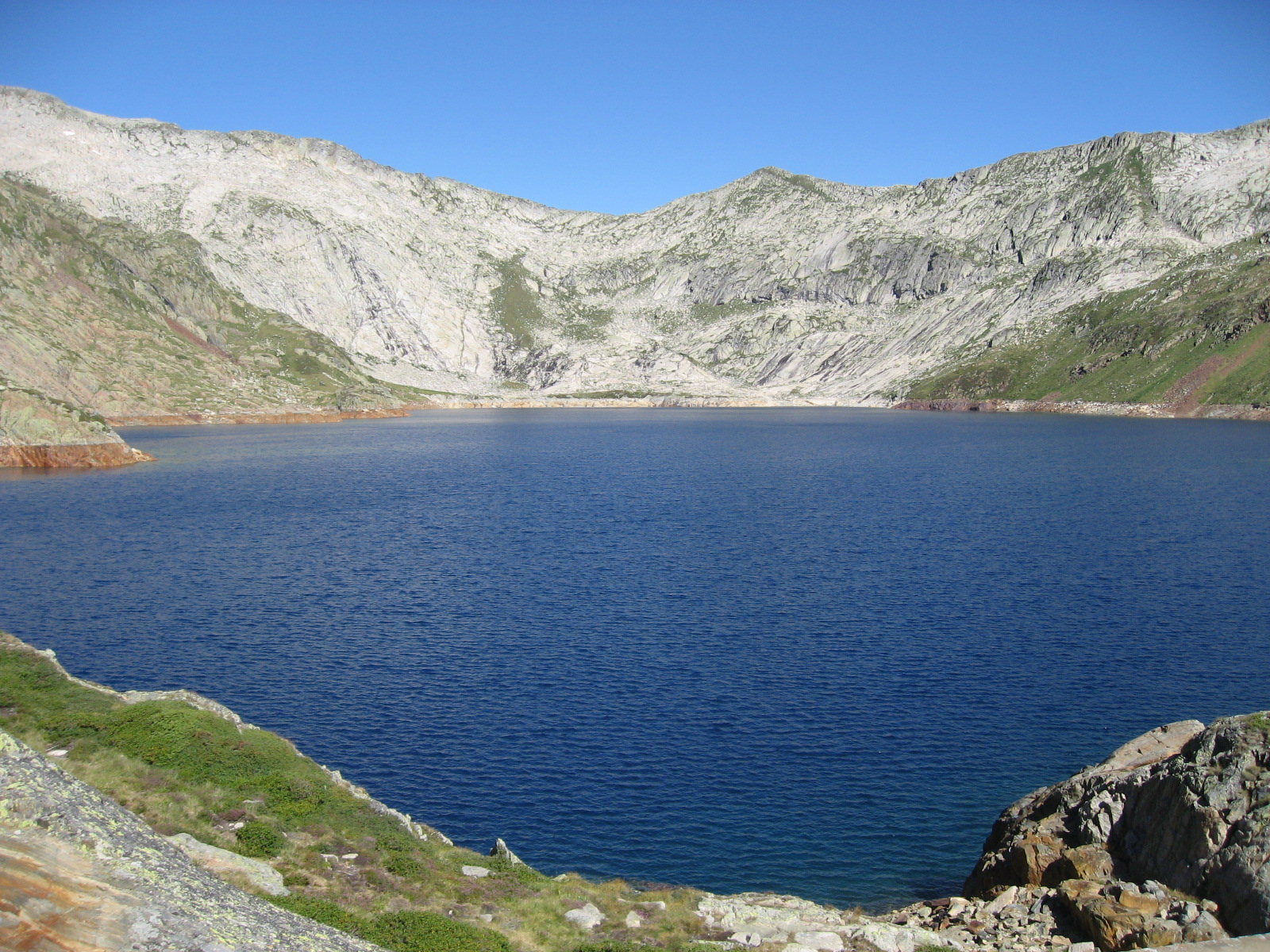
Photo du lac de Certescans.

- Vallée de Cardós, qui longe la rivière Noguera de Cardós.
- Vallée Ferrera, qui longe la Noguera de Vallferrera.
- Vallées d'Aneu, leurs paysages sont composés d'un grand nombre de lacs. Ces vallées sont en forme de U. Elles se composent également de nombreux cirques.
- Vallée de la Coma de Burg, situé dans la commune de Farrera.
- Vallée de Santa Magdalena.
- Vallée de Baiasca.
- Vallée de Castellbó.
- Vallée d'Aravell.
- Vallée de Pallerols.
- Vallée d'Elins.

### Lacs
Le parc naturel compte en tout 87 estanys (lacs) et 94 estanyets dont le plus étendu des Pyrénées méridionales, le lac de Certescans,.

### Sommets

#### Plus de3 000md'altitude

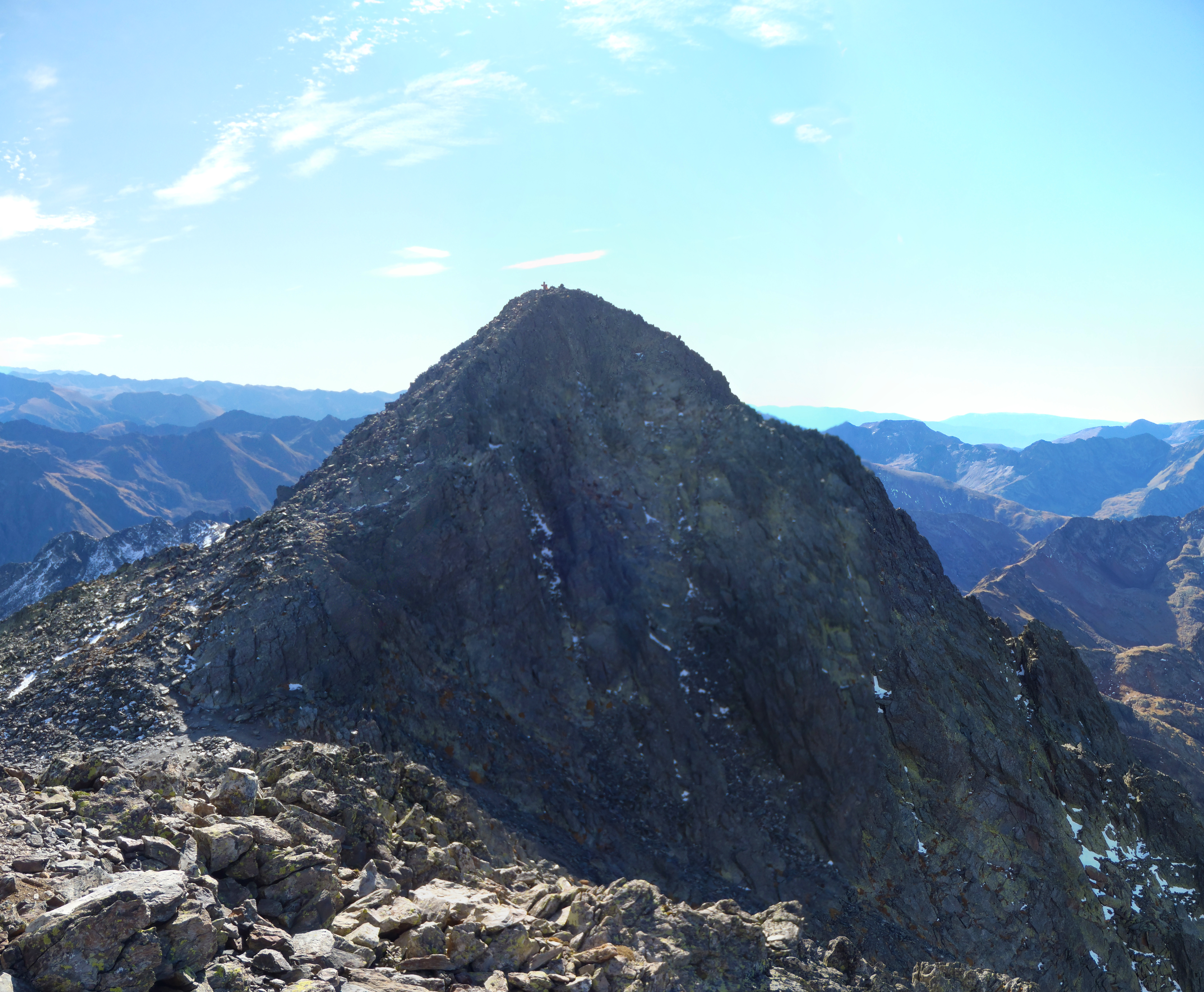
Vue du Pique d'Estats.

- Pique d'Estats, 3 143 m
- Pic de Verdaguer, 3 131 m
- Punta Gabarro, 3 115 m
- Pic du Port de Sullo, 3 072 m
- Rodó de Canalbona, 3 004,3 m

#### Plus de2 000md'altitude
- Monteixo, 2 905 m
- Pic de Canalbonne, 2 914 m
- Mont-roig, 2 864 m
- Pic de Certascan, 2 853 m
- Pic de Salòria, 2 789 m
- Pic de Gel, 2 499 m

## Faune et flore
Le parc a également un intérêt biologique, il possède quelques espèces singulières dont neuf ont été déclarés strictement protégées.

### Faune
Le parc naturel de l'Alt Pirineu possède la plus grande représentation de faune de Catalogne : le Grand Tétras qui a la plus grande population ibérique, l'aigle royal, le vautour et le Gypaète barbu sont fréquents, six espèces de grands mammifères peuvent être observées (chamois, mouflon, chevreuil, cervidae, daim, sanglier) et même le mythique ours brun se promène souvent dans les vallées les plus septentrionales. Les habitants les plus importants de l'étage alpin sont la Lagopède alpin, la Niverolle alpine et le Tichodrome échelette. Dans les forêts de haute montagne, en plus du Grand Tétras, le Nyctale de Tengmalm, le Bécasse des bois, le Grimpereau des jardins et la Martre des pins sont à noter. Le vaste réseau fluvial du parc est l'habitat de bonnes populations de truites et de certains vertébrés semi-aquatiques uniques, en particulier le Desman des Pyrénées (un petit mammifère insectivore menacé, endémique des Pyrénées), la loutre, le Campagnol amphibie et le Cincle plongeur,.
Les espèces précédentes sont remarquables par leur rareté ou leur caractère unique en Catalogne, mais l'animal le plus important du parc est Iberolacerta aurelioi. Cette espèce vit en haute montagne et ressemble à deux autres lézards dans les Pyrénées. Elle n'a été découverte que dans les années 1990. Cette espèce est endémique d'une petite zone des Pyrénées entre les massifs du Mont-roig et l'ouest d'Andorre, de sorte que la majeure partie de sa population mondiale se trouve dans les limites du parc naturel.
Depuis 2014, le Bouquetin ibérique a été réintroduit avec succès dans les Pyrénées françaises, notamment en Ariège. Au cours des années suivantes, certains spécimens ont emménagé dans le parc naturel.

#### L'ours brun dans le parc
Le territoire du parc naturel de l'Alt Pirineu a été historiquement très fréquenté par l'ours, comme en témoignent de nombreuses données historiques collectées notamment dans les Valls d'Àneu, à Vall de Cardós et dans la vallée Ferrera, mais aussi à Os de Civís ou la vallée de Santa Magdalena. La persécution directe par les armes à feu, qui a été très intense au cours de la première moitié du XXe siècle, a conduit à leur disparition totale entre les années 1970 et 1990. Le dernier ours qui a été documenté pour être chassé en Catalogne était en 1948 près du Pla de la Selva, dans la vallée Ferrera (Alins). Cependant, certains spécimens peuvent avoir été tués jusqu'à des années plus tard, sans aucune trace de leur existence. Depuis sa réintroduction expérimentale dans les Pyrénées centrales françaises en 1996-97 (3 spécimens) et 2006 (5 spécimens), la partie nord du parc naturel fait partie de l'aire de répartition stable du nouveau centre de population des Pyrénées centrales, il occupe également une grande partie du Val d'Aran et des départements français de la Haute Garonne et de l'Ariège, et compte environ 25 individus. Parmi ceux-ci, on estime qu'en 2012, 12 spécimens différents ont été déplacés dans le parc naturel, dont deux femelles avec des oursons de l'année. La présence de femelles avec des oursons indique que l'habitat qu'elles occupent est de très bonne qualité pour l'espèce. L'ours du parc est présent presque toute l'année à l'Alt Àneu, et visite plus ou moins régulièrement Vall de Cardós et, dans une moindre mesure, la vallée Ferrera. Il existe également des preuves de leur présence occasionnelle (individus en dispersion) dans le massif de l'Orri.

##### Habitat à l'intérieur du parc
Bien qu'ils puissent traverser le fond des nombreuses vallées de Pallars Sobirà et des hautes crêtes au cours de leurs voyages, l'altitude à laquelle ils se déplacent généralement est de 1 400 à 1 800 mètres. Pendant l'hibernation, ils s'installent souvent dans des zones escarpées et difficiles d'accès où ils trouvent la sécurité et la tranquillité nécessaire.
En 2014, l'ours brun a été trouvé dans les Valls d'Àneu, à Vall de Cardós et la vallée Ferrera, et d'autres vallées secondaires, toutes au-dessus de Llavorsí, environ dans la moitié Nord de la comarque et au Nord-Ouest du parc. On soupçonne qu'ils sont également présents plus au sud.

##### Maison de l'ours
La maison Sastrès d'Isil, dans le Pallars Sobirà, est devenue la Maison de l'Ours des Pyrénées, premier centre d'interprétation de cet animal en Catalogne. Le bâtiment historique a été restauré de telle sorte qu'il conserve sa structure d'origine et qu'en même temps un espace de communication innovant soit créé. Les informations sur l'exposition sur les ours peuvent être complétées par les Sentiers de l'Ours, des itinéraires guidés qui partent de la Maison de l'Ours et permettent aux visiteurs de découvrir l'habitat de ces animaux.

##### Surveillance et contrôle
La surveillance est assurée par la Xarxa Ós Bru de Catalunya qui est intégré au Cos d'Agents Rurals et des techniciens de la Direcció General del Medi Natural (Parc national d'Aigüestortes et lac Saint-Maurice, parc naturel de l'Alt Pirineu et Servei de Protecció de Fauna, Flora i Animals de Companyia). Ils sont chargés de trouver des indications et de vérifier les observations, les preuves éventuelles de signes et de traces des ours, les prédations, les dommages, etc.

### Flore
Dans les parties inférieures, il y a encore une forte influence méditerranéenne, comme le montrent les forêts de Quercus rotundifolia, mais la majeure partie du territoire est couverte par une végétation de caractère euro-sibérien ou boréoalpin. À moyenne altitude se trouvent des forêts de pins rouges et divers types de prairies (dall[Quoi ?] ou pâturages), et au-dessus des forêts de pins noirs et de sapins. Dans les zones les plus élevées, le paysage est dominé par des prairies naturelles et de la végétation rocheuse.
Sur la longue liste des habitats présentes dans le parc, une quarantaine sont considérés comme d'intérêt communautaire au niveau européen, dont certains occupent de grandes surfaces (pins noirs, broussailles de haute montagne, gazons, chênes verts...).
La flore du territoire avoisine les 1 500 espèces, parmi lesquelles il y a un bon nombre d'endémismes pyrénéens et aussi des plantes singulières par leur rareté. Bien que les plantes du sol siliceux prédominent dans le parc, il y a la présence à Alt Àneu d'un groupe d'espèces de haute montagne de sols calcaires, ce qui est très rare en Catalogne. L'exemple le plus caractérisé de ce groupe d'espèces est la fleur des neiges (Leontopodium alpinum), qui est protégée par la loi et a de bonnes populations. Encore plus remarquables, certaines plantes du parc sont la seule population catalane, comme l'espèce aquatique Hippuris vulgaris, qu'on ne trouve presque nulle part ailleurs dans les Pyrénées, comme Matthiola valesiaca.
Bien que le bois des forêts de la région ait été traditionnellement utilisé et qu'aucune forêt ne puisse être qualifiée de vierge, il existe des endroits particulièrement matures qui ont d'anciennes caractéristiques forestières, telles que les forêts de Cireres et d'Arreu (Alt Àneu) ou celle d'Arcalís (Alins-Àreu). Le seul arbre actuellement répertorié comme monument est le sapin dans le Pla de la Selva (Alins), mais ils peuvent également être trouvés à de nombreux endroits dans le parc.

## Valorisation

### Tourisme
Dans le parc naturel, il y a quelques stations de ski telles que : Bonabé, Sant Joan de l'Erm ou Tavascan. Il y a également des excursions, des randonnées articulées notamment sur les deux grands chemins que sont la Haute randonnée pyrénéenne et le GR11. Des refuges gardés sont également présents : refuge de Certescans, refuge de la Pleta del Prat, refuge de Vall Ferrera...

## Coopération transfrontalière
Avec le parc naturel régional des Pyrénées ariégeoises en Ariège (France) et les deux parcs naturels communaux de l'Andorre (le parc naturel des vallées du Coma Pedrosa et le parc naturel de Sorteny), le parc naturel de l'Alt Pirineu est constituant du Parc pyrénéen des trois nations. C'est une concertation volontaire et organisée de quatre parcs naturels riverains. Faisant fi de la rude contrainte géographique, elle se symbolise chaque année par des rencontres estivales transfrontalières (trobada) au port de Bouet et au port de Tavascan. Le pic de Médécourbe (2 914 m) en est la montagne emblématique car partagée par les trois pays.